# Đại Tiến
Đại Tiến là một xã thuộc huyện Hòa An, tỉnh Cao Bằng, Việt Nam.

## Địa lý
Xã Đại Tiến nằm ở phía bắc huyện Hòa An, có vị trí địa lý:
- Phía đông giáp huyện Trùng Khánh
- Phía tây giáp xã Nam Tuấn
- Phía nam giáp thị trấn Nước Hai và xã Ngũ Lão
- Phía bắc giáp huyện Hà Quảng và huyện Trùng Khánh.

Xã Đại Tiến có diện tích 49,46 km², dân số năm 2019 là 2.202 người, mật độ dân số đạt 45 người/km².
Trên địa bàn xã Đại Tiến có các ngọn núi như Kéo Khao, Lủng Háng và Kéo Tắt.

## Lịch sử
Địa bàn xã Đại Tiến hiện nay trước đây vốn là hai xã Đức Xuân, Đại Tiến và một phần xã Bế Triều.
Ngày 9 tháng 9 năm 2019, Hội đồng Nhân dân tỉnh Cao Bằng ban hành Nghị quyết số 27/NQ-HĐND về việc sáp nhập một số xóm thuộc ba xã Đức Xuân, Đại Tiến và Bế Triều.
Trước khi sáp nhập, xã Đại Tiến có diện tích 19,93 km², dân số là 1.358 người, mật độ dân số đạt 68 người/km², có 4 xóm: Héc Chang, Má Chang, Nà Khan, Nà Bon. Xã Đức Xuân có diện tích 20,06 km², dân số là 580 người, mật độ dân số đạt 29 người/km², có 4 xóm: Lũng Thốc - Pò Rùng, Lũng Rì, Lũng Duốc, Ca Rài. Xã Bế Triều có 12 xóm, gồm 11 xóm từ xóm 1 Bế Triều đến xóm 11 Bế Triều và xóm Quyết Tiến.
Ngày 10 tháng 1 năm 2020, Ủy ban Thường vụ Quốc hội ban hành Nghị quyết số 864/NQ-UBTVQH14 về việc sắp xếp các đơn vị hành chính cấp huyện, cấp xã thuộc tỉnh Cao Bằng (nghị quyết có hiệu lực từ ngày 1 tháng 2 năm 2020). Theo đó, sáp nhập toàn bộ diện tích và dân số của xã Đức Xuân cùng 9,47 km² diện tích tự nhiên và 264 người của xã Bế Triều vừa giải thể vào xã Đại Tiến.
Sau khi sáp nhập, xã Đại Tiến có diện tích 49,46 km², dân số là 2.202 người.

## Hành chính
Xã Đại Tiến được chia thành 9 xóm: Ca Rài, Héc Chang, Lũng Duốc, Lũng Rì, Lũng Thốc, Má Chang, Nà Bon, Nà Khan, Quyết Tiến.